# Zokov Gaj
Zokov Gaj is een plaats in de gemeente Zdenci in de Kroatische provincie Virovitica-Podravina. De plaats telt 155 inwoners (2001).